# Medea Benjamin
Medea Benjamin (nata Susan Benjamin) (Freeport, 10 settembre 1952) è un'attivista e politica statunitense.
Insieme a Jodie Evans e altri, ha fondato il movimento Code Pink: Women for Peace. Ha anche creato, insieme all'attivista e scrittore Kevin Danaher, il gruppo di difesa del commercio equo e solidale Global Exchange. Nel 2000 è stata la candidata del Partito Verde in California per il Senato degli Stati Uniti.

## Biografia
Susan Benjamin è nata il 10 settembre 1952 ed è cresciuta a Freeport, New York, a Long Island, definendosi una "brava ragazza ebrea".
Durante il suo primo anno alla Tufts University, si è ribattezzata in onore del personaggio mitologico greco Medea. Samuel Moyn ha scritto che a Benjamin "piaceva come suonava il nome, e aveva sentito un'interpretazione femminista della tragedia greca che suggeriva che Medea non avesse mai ucciso i suoi figli e ne fosse stata incolpata solo dalle tradizioni patriarcali"..
È anche entrata a far parte degli "Studenti per una società democratica". Successivamente ha abbandonato l'università e ha fatto l'autostop attraverso l'Europa e l'Africa, insegnando inglese per guadagnare denaro. Tornata negli Stati Uniti, ha conseguito un master in sanità pubblica presso la Columbia University e in economia presso The New School. Benjamin ha lavorato per dieci anni come economista e nutrizionista in America Latina e Africa per l'Organizzazione delle Nazioni Unite per l'alimentazione e l'agricoltura, l'Organizzazione mondiale della sanità, l'Agenzia svedese per lo sviluppo internazionale e l'Istituto per la politica alimentare e dello sviluppo.

## Carriera

### Organizzazioni

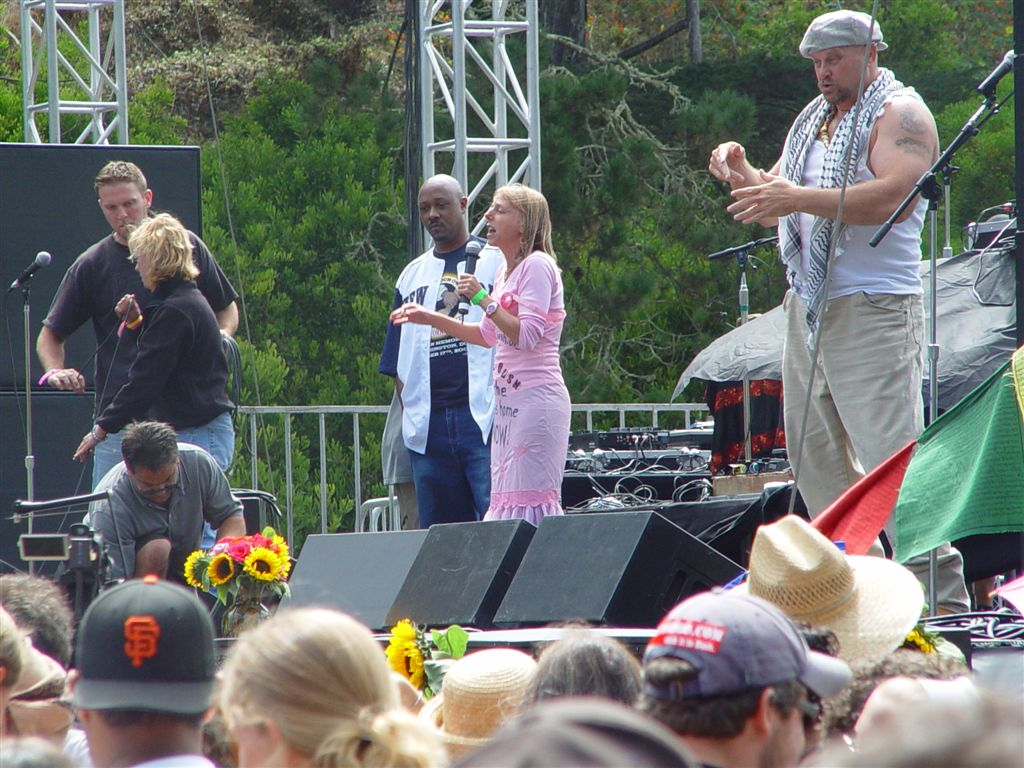
Benjamin parla a un raduno di Code Pink

Nel 1988, con suo marito, Kevin Danaher, e Kirsten Moller, Benjamin ha co-fondato il Global Exchange con sede a San Francisco, una società che sostiene alternative di commercio equo e solidale a quella che lei descrive come globalizzazione aziendale. Nel 2002, con Jodie Evans e altri, ha co-fondato il gruppo femminista contro la guerra Code Pink: Women for Peace, che ha sostenuto la fine della guerra in Iraq, la prevenzione di guerre future e la giustizia sociale. Benjamin è stata coinvolta nell'organizzazione contro la guerra United for Peace and Justice.
Successivamente ha creato l'Occupation Watch Center a Baghdad (IOWC) per monitorare l'esercito degli Stati Uniti e l'effetto della guerra sulle popolazioni civili. Attraverso questo centro, ha portato i membri della famiglia militare statunitense a vedere le condizioni in cui prestava servizio il personale arruolato e a parlare contro la guerra, al Congresso e alle Nazioni Unite, nel 2003.

### Politica
Nel 2000, Benjamin si è candidata in California per il Senato degli Stati Uniti con il Partito dei Verdi. Ha sostenuto un salario dignitoso, un'assistenza sanitaria universale e il blocco degli alimenti geneticamente modificati. Il concorrente democratico Dianne Feinstein, Benjamin e il rivale repubblicano Tom Campbell hanno scelto di partecipare durante la campagna a eventi congiunti, inclusa una conferenza stampa.  Benjamin ha ottenuto 99.716 voti, il 74%, nelle primarie, 
 e 326.828 voti, il 3,08%, nelle elezioni generali.  Da allora è rimasta attiva nel Partito dei Verdi e ha anche sostenuto gli sforzi dei Progressive Democrats of America. È membro del consiglio di amministrazione di Liberty Tree.
Nel 2015, ha svolto l'incarico di Segretario di Stato-ombra nel governo-ombr del Partito dei Verdi.

### Azioni di protesta

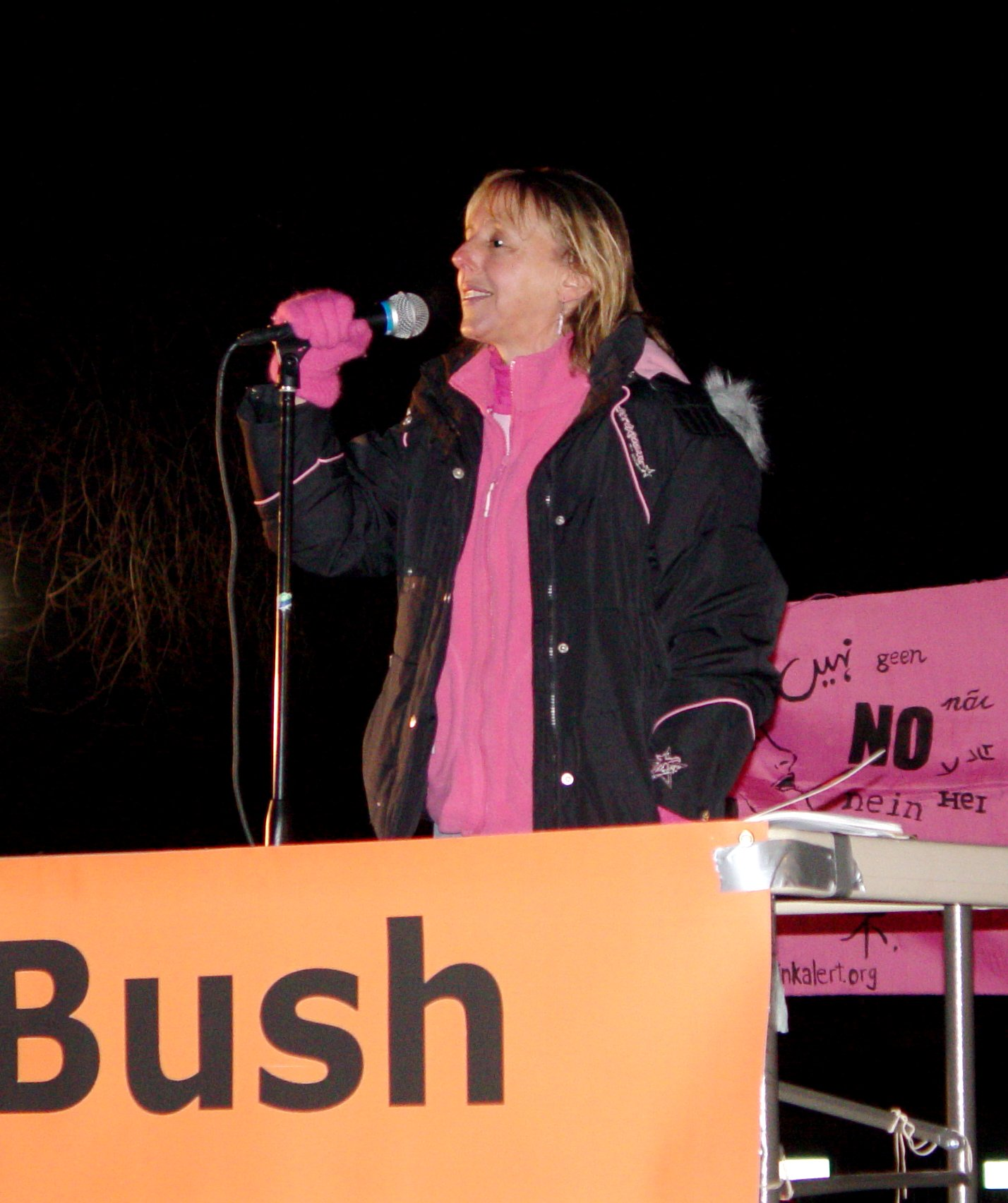
Medea Benjamin parla a una manifestazione durante il discorso sullo stato dell'Unione del 2007 a Washington, DC

Dal 2002 al 2009, Benjamin si è impegnata in numerose proteste che hanno coinvolto membri dell'amministrazione Bush (Segretario alla Difesa Donald Rumsfeld; Presidente George W. Bush; Segretario di Stato Condoleezza Rice), il primo ministro iracheno Nouri al-Maliki e altri. Benjamin si è impegnata in azioni di protesta alla Convenzione Nazionale Democratica del 2004 e alla Convenzione Nazionale Repubblicana del 2004. Il 4 dicembre 2007, è stata arrestata dalla polizia in borghese a Lahore, in Pakistan, detenuta dall'ISI per otto ore dopo aver protestato contro gli arresti domiciliari di avvocati (tra cui Aitzaz Ahsan).  Nel 2009, Benjamin è entrata a far parte del comitato direttivo della Gaza Freedom March. Nel febbraio 2012, Benjamin è stata arrestata ed espulsa per ingresso illegale in Bahrain e la partecipazione a una protesta illegale.
Durante il periodo 2005-2010, ha lavorato per opporsi alle minacce degli Stati Uniti di una possibile guerra imminente con l'Iran, tra cui pressioni sul Congresso, portare delegazioni di pace in Iran e portare i giovani iraniani al Congresso.

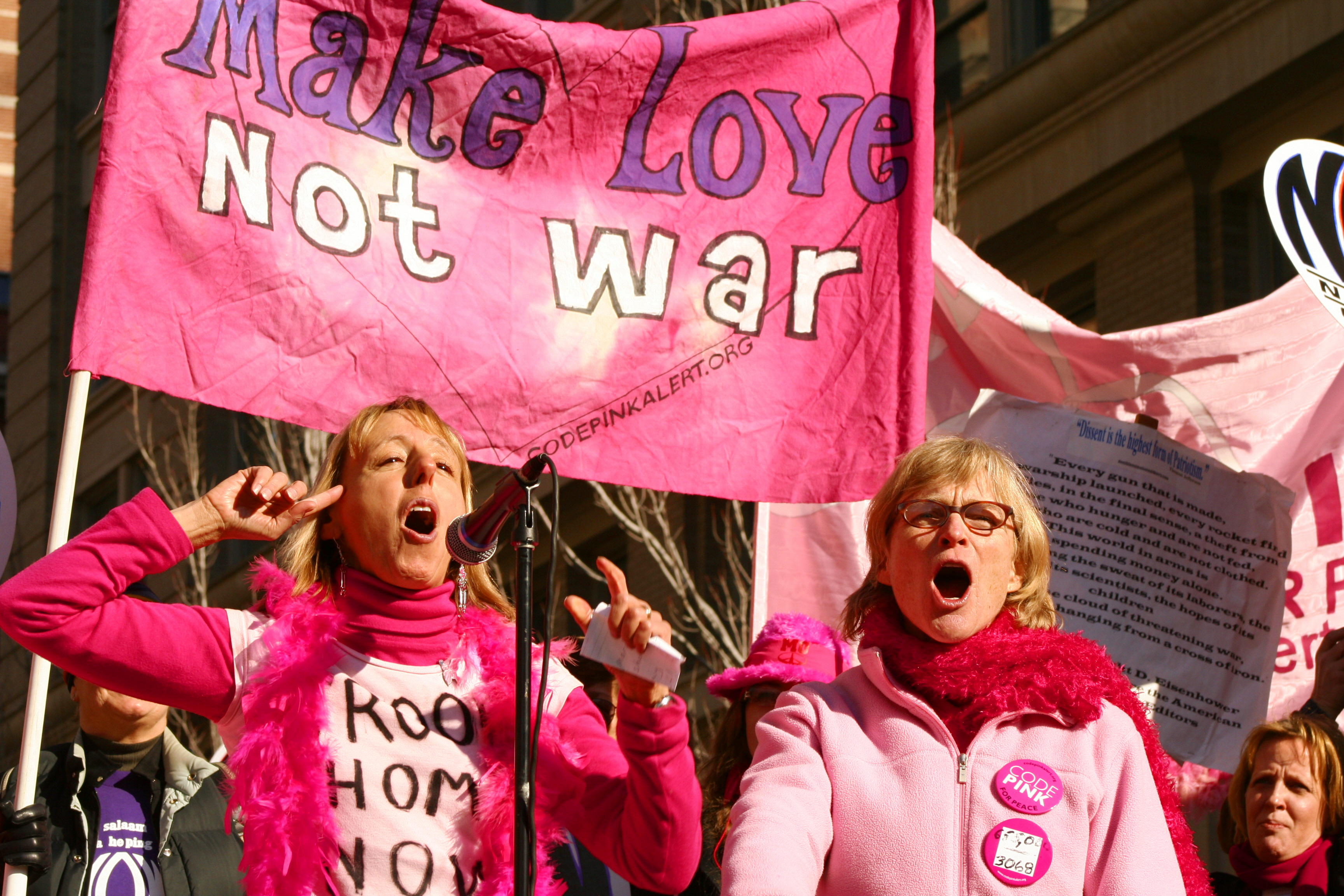
Benjamin ad una manifestazione contro la guerra

Benjamin ha ripetutamente interrotto un importante discorso del presidente Barack Obama sulla politica degli Stati Uniti nella guerra al terrorismo alla National Defense University il 23 maggio 2013. Dopo che Benjamin è stata allontanata per le sue proteste, il presidente Obama ha affermato: "Vale la pena prestare attenzione alla voce di quella donna. Ovviamente non sono d'accordo con molto di quello che ha detto. E ovviamente lei non mi stava ascoltando. Ma queste sono questioni difficili. E il suggerimento che possiamo sorvolare su di loro è sbagliato". In seguito Benjamin ha dichiarato al The Daily Best: "Se avesse davvero apportato cambiamenti politici significativi, non avrei detto nulla. Avrei preferito quell'opzione, ma dato che non ha apportato quel tipo di modifiche che stavo cercando, sono stato felice di avere avuto l'opportunità di parlare".
Il 21 luglio 2016, Benjamin ha criticato il discorso di accettazione di Donald Trump alla Convention nazionale repubblicana con un cartello che diceva "Costruisci ponti, non muri".

## Sforzi dell'organizzazione

### Diritti del lavoro e responsabilità aziendale
Durante gli anni '90, Benjamin si è concentrata sulla lotta a quello che riteneva fosse un commercio sleale promosso dall'Organizzazione mondiale del commercio. Ha partecipato a un movimento anti-sfruttamento, avviando campagne contro Nike e aziende di abbigliamento come GAP. Nel 1999, Benjamin ha contribuito a esporre il problema della servitù a contratto tra i lavoratori dell'abbigliamento nel territorio statunitense di Saipan (Isole Marianne), che ha portato a una causa da un miliardo di dollari contro 17 rivenditori statunitensi. Nel 1999, ha prodotto il documentario Sweating for a T-Shirt sull'industria della manodopera.
Durante la riunione dell'Organizzazione mondiale del commercio a Seattle nel dicembre 1999, il movimento di Benjamin, Global Exchange, ha contribuito a organizzare le proteste contro l'OMC di Seattle di quell'anno.
Nel 2000, ha aiutato una campagna per fare pressioni su Starbucks affinché portasse caffè del commercio equo e solidale in tutti i loro locali. Nell'ottobre 2000, Starbucks ha introdotto il caffè con certificazione del commercio equo e solidale in più di 2.300 negozi. Nel 2001, Benjamin si è concentrata sulla crisi energetica della California, assistendo i contribuenti a basso reddito e le piccole imprese. Ha guidato una coalizione di leader dei consumatori, dell'ambiente, dei sindacati e degli affari che lavorano per un'energia pulita e conveniente sotto il controllo pubblico.
Nel settembre 2003, Benjamin era a Cancún, in Messico, per sfidare le politiche dell'Organizzazione mondiale del commercio (OMC) e in novembre era a Miami per protestare contro la proposta "Area di libero scambio delle Americhe" (ALCA) mentre cercava di attirare l'attenzione sulla pace globale e movimenti di giustizia economica.
Dopo diverse visite conoscitive in Cina, Benjamin ha co-sponsorizzato con l'International Labour Rights Fund un'iniziativa per migliorare le pratiche lavorative e ambientali delle multinazionali statunitensi in Cina. I "Principi sui Diritti Umani" per le imprese statunitensi in Cina sono stati approvati da grandi aziende come Cisco, Intel, Reebok, Levi Strauss e Mattel.

### Israele/Palestina
Nel 2006, Benjamin ha organizzato aiuti umanitari per i profughi di guerra in Libano e si è espressa contro i bombardamenti israeliani. Nel 2008 durante l'"Operazione Piombo Fuso", l'invasione israeliana di Gaza, ha organizzato una protesta quotidiana presso l'hotel in cui alloggiava il presidente eletto Barack Obama, e poi ha visitato Gaza per vedere gli effetti immediati dei bombardamenti. Ha portato aiuti umanitari e ha contribuito a riunire altre sei delegazioni a Gaza. È stata una delle principali organizzatrici della Gaza Freedom March, dove 1.350 persone provenienti da dozzine di paesi si sono riunite al Cairo per cercare di marciare verso Gaza. Benjamin ha criticato il governo degli Stati Uniti per aver approvato la legislazione per inviare a Israele 3 miliardi di dollari in aiuti, ha fatto pressioni sul Congresso e ha navigato con la flottiglia statunitense a Gaza nel novembre 2011 insieme ad una delegazione per consegnare forniture mediche all'ospedale di Shifa e alla Mezzaluna Rossa palestinese a Gaza. Ha anche contribuito a organizzare un incontro annuale a Washington, DC, con l'obiettivo di esporre "l'influenza negativa" del gruppo di lobby degli Stati Uniti "American-Israel Public Affairs Committee" (AIPAC).
Nel gennaio 2018, è stato annunciato che agli attivisti di 20 gruppi americani, tra cui Code Pink, era stato vietato l'ingresso in Israele a causa del loro sostegno al movimento "Boicottaggio, Disinvestimento e Sanzioni" (BDS).  L'Algemeiner Journal ha riferito nell'aprile 2014 che la fondazione di beneficenza di Benjamin, che valeva 12 milioni di dollari, aveva partecipazioni in Caterpillar, una società presa di mira dal movimento BDS, così come nella compagnia petrolifera Chevron e nel conglomerato del tabacco Phillip Morris.

### Iraq

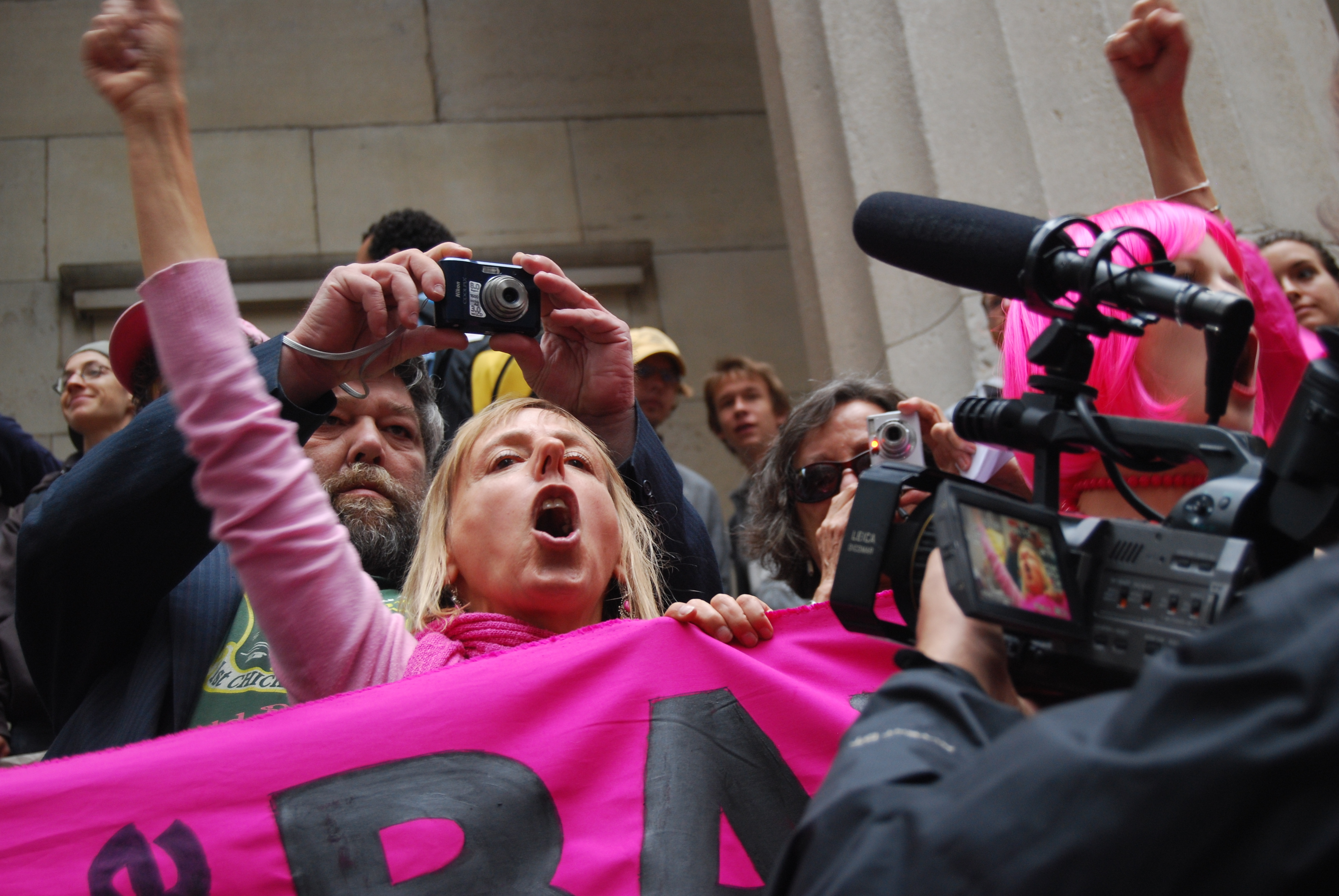
La Benjamin ad una manifestazione

Dopo che gli Stati Uniti hanno invaso l'Iraq nel 2003, ha creato l'"Occupation Watch Center" a Baghdad  per monitorare l'esercito degli Stati Uniti e l'effetto della guerra sulle popolazioni civili. Attraverso questo centro ha portato le donne irachene negli Stati Uniti per parlare dell'occupazione, ha organizzato delegazioni di familiari militari statunitensi per vedere le condizioni dei loro figli che prestano servizio in Iraq e ha documentato gli abusi degli Stati Uniti, anche nella prigione di Abu Ghraib prima dello scandalo scoppiato nei media degli Stati Uniti. Ha anche organizzato delegazioni di aiuti medici in Iraq ai civili danneggiati dall'esercito degli Stati Uniti. Ha testimoniato al Congresso e alle Nazioni Unite contro la guerra in Iraq.
Nel 2005, è stata coinvolta nella campagna "Hammering Halliburton" che si occupava degli abusi di appaltatori militari degli Stati Uniti come Halliburton, il cui obiettivo era denunciare l'assegnazione di contratti senza gara corrotti a società con stretti legami con l'amministrazione Bush. Inoltre Benjamin ha anche esposto le attività illegali di Blackwater Worldwide, comprese le proteste presso la sede dell'Associazione internazionale degli appaltatori di guerra. È stata arrestata davanti alla casa dell'amministratore delegato della Blackwater.
In opposizione alla detenzione a tempo indeterminato a Guantanamo, nel 2007 Benjamin ha organizzato una delegazione di familiari dei prigionieri al campo di prigionia della base navale di Guantanamo a Cuba, chiedendone la chiusura. Anche nel 2007, ha continuato a protestare settimanalmente davanti al Dipartimento di Giustizia contro l'imbarco sull'acqua e la detenzione a tempo indeterminato, e ha chiesto le dimissioni del procuratore generale Alberto Gonzales. È stata arrestata molte volte per proteste nelle udienze del Congresso.
Il 31 ottobre 2009, Benjamin ha guidato un gruppo di manifestanti di Code Pink a una protesta rivolta alle famiglie di militari in coda per una festa di Halloween alla Casa Bianca ospitata dal presidente Obama e dalla First Lady Michelle Obama. L'evento ha sollevato polemiche quando è stata diffusa una foto di Reuters News che mostrava i manifestanti (vestiti da soldati feriti), incluso uno identificato poi come Benjamin): la festa è stata descritta come una "presa in giro" dei bambini.